# Kladruby (Teplicei járás)
Kladruby település Csehországban, Teplicei járásban. Kladruby Ohníč, Zabrušany, Bystřany, Bžany és Teplice településekkel határos. Lakosainak száma 437 fő (2024. január 1.).

## Népesség
A település lakosságának változását az alábbi diagram mutatja:
| Lakosok száma | 277  | 372  | 516  | 304  | 343  | 248  | 343  | 392  | 423  | 437  |
|               | 1869 | 1890 | 1921 | 1950 | 1980 | 2001 | 2017 | 2019 | 2022 | 2024 |